# Luc Coene
Luc Coene (Gante, 11 de marzo de 1947-Gante, 5 de enero de 2017) fue un economista belga, que desde abril de 2011 hasta marzo de 2015 ocupó el cargo de gobernador del Banco Nacional de Bélgica (BNB).

## Educación
Luc Coene se graduó en economía en la Universidad de Gante en 1970 y obtuvo un diploma de posgrado en integración económica europea en el Colegio de Europa en 1971 (Brujas).

## Carrera
Comenzó su carrera en el BNB en julio de 1973, donde trabajó en el Departamento de Investigación (división de Información) hasta mayo de 1976. Desde entonces hasta noviembre de 1979 trabajó en el Departamento de Asuntos Internacionales (división de Acuerdos Internacionales) del BNB. A partir de noviembre de 1979 hasta febrero de 1985, trabajó como Asistente del Director Ejecutivo belga en el Fondo Monetario Internacional (FMI). Trabajó como jefe adjunto del gabinete del ministro de Finanzas de febrero de 1985 hasta noviembre de 1985, y el jefe del gabinete de la Vicepresidencia y Ministerio del Presupuesto a partir de noviembre de 1985 hasta mayo de 1988.
Fue profesor visitante en el FMI desde junio de 1988 hasta noviembre de 1988 y un asesor económico de la Dirección ECFIN de la Comisión Europea desde enero de 1989 hasta enero de 1992. Desde febrero de 1992 hasta octubre de 1995, trabajó para el Departamento de Asuntos Internacionales del BNB como asesor del jefe de departamento.
Desde noviembre de 1995 hasta julio de 1999, fue un Senador para el partido Liberales y Demócratas Flamencos en el Senado belga y, posteriormente, jefe de gabinete del primer ministro y secretario del Consejo de Ministros de julio de 1999 hasta septiembre de 2001. Desde septiembre de 2001 hasta agosto de 2003 fue presidente de la Junta de Directores de la Cancillería del primer ministro, Guy Verhofstadt, y el secretario del Consejo de Ministros.
A partir de agosto de 2003, se convirtió en Director y Subgobernador del BNB por un término de 6 años. Fue gobernador del Banco Nacional de Bélgica desde el 1 de abril de 2011 hasta el 11 de marzo de 2015. Fue sucedido por Jan Smets. En marzo de 2015 fue nombrado miembro del Consejo de Supervisión del Banco Central Europeo por un período de 5 años.
Fue miembro de la Junta Asesora del Instituto Itinera, un think tank.